# ぷりぷり県
『ぷりぷり県』（ぷりぷりけん）は、吉田戦車による漫画、および作中に登場する架空の県。1995年から1998年まで『週刊ビッグコミックスピリッツ』（小学館）に連載された。単行本は全5巻（小学館）。

## 概要
就職のために「ぷりぷり県」から上京してきた青年つとむが他県出身者とのお国自慢で競い合うギャグ漫画。ぷりぷり県の奇抜な風土・文化・風習が見所。
なお、ぷりぷり県は作中の架空の地名であり、作品自体も架空の雑誌『地方ふぁん』より転載した「県まんが」であるという趣向になっている。単行本の末尾にはぷりぷり県の風土などを解説する『地方ふぁん・号外』も併録。
原則として登場人物は全員、下の名前でしか呼ばれず、会社名なども下の名前から取られている。

### 忍風！肉とめし
2017年から2019年まで、本作と同じビッグコミックスピリッツで『忍風！肉とめし』が連載。単行本は全3巻。ぷりぷり県が舞台となっているほか、共通のキャラクターも登場する。小学館のサイトにある紹介文では、本作の続編として扱われている。

## 登場人物
大半が出身地にちなんだ突飛な行動を取る。
つとむ（努）
主人公。ぷりぷり県名物・県ずきんを常に頭に被っている。
ぷりぷり県から上京し、東京の五郎商事に入社。入社当初は出身県を他人に言うのを嫌がっていたが、次第に郷土愛が表に出るようになり、他の都道府県にライバル心を燃やすようになる。癇癪持ちで、すぐ人に暴力を振るい、よく泣く。他県の名産品への嫉妬心が強い。あまりに他県への攻撃性が強いため、落第して「入社一年目」をもう一年やる羽目になりかけたこともあった。
五郎商事では企画営業資材管理部に所属。少なくとも社内では書類をホッチキスで綴じる仕事しか描写されていない（初の外回りはホッチキス針の買出し）。後に同僚のよし子と結婚し、ぷりぷり県支社に転勤する。結婚から十数年後の時期を描いた最終話では東京に単身赴任している。
よし子
つとむの同僚の先輩OL。埼玉県出身。後につとむと結婚し、ぷりぷり県民になる。
とむよし
つとむとよし子の子供。最終話に登場。
麦次郎
よし子の祖父。名前に「む」が付くため、イサム本部長に一方的に気に入られる。後に『殴るぞ』にも登場。
千代
よし子の友人のOL。二人と同じ課と思われる。山口県出身。バレンタインデーにはフグの刺身やヒレなどを配る。
イサム本部長
つとむの上司。千葉県柏市出身で柏レイソルのファン。「む」という字を愛しており、つとむや麦次郎のように名前に「む」の付く人を贔屓するのが趣味。季節の変わり目には少女のように気まぐれになる。「ズサム」と「ゲサム」という息子がおり、息子たちはその珍奇な名前のためグレていたが、つとむの説得により改心。用具倉庫のような狭い本部長室を与えられており、本部長室の扉は体を縦にしないと通れないほど細長い。
アキラ係長
つとむの直属上司。東京都出身。頭髪が薄い。少し怒りっぽいところもあるが、基本的には常識人。つとむやその家族を介して、ぷりぷり県の奇抜な風土・文化・風習に翻弄されることが多い。
静夫部長
静岡県出身。普段は真面目で温厚な人物だが、うなぎパイを食べるとセクハラをしたくなり、女子社員の代わりに金魚にセクハラする他、静岡名物に触れると逆上することがある。上司であるイサム本部長より遥かに広い、二部屋続きの部長室を与えられているが、普段は大部屋にいることが多い。
良太郎副係長
兵庫県出身。つとむと同じ課と思われる。定年間際で、宝塚歌劇団の大ファン。宝塚歌劇団に入団できなかったため不良窓際族になったり、「哀愁」を表に出したりと、たびたび性格が変わる。
賢治人事部長
岩手県出身。つとむに「入社一年目」をもう一度やることになると警告し、その免除のための試練を与える。
ミチル
ぷりぷり県で育ったつとむの同期で、エリートコースを歩んでいる。本人はぷりぷり県人だと自覚しているが、両親は東京都出身で、ぷりぷり県のことをとても嫌っている。
ジョー
つとむの同期。秋田県出身。システム部所属。実家は豪農。ハウスキーパーのなまはげ（性別不詳）と同居している。
徹
つとむの同期。青森県出身。隣県のジョーとは大学時代からのライバルで、ねぶたと同居。靴フェチ。
影丸
つとむの後輩。同じ課と思われる。三重県出身。伊賀忍者の末裔で、会社でも忍者の覆面をしている。いつでも伊勢海老をさばけるように、折りたたみ式のまな板と包丁を常備している。
なりかず
五郎商事総務部。岐阜県出身。実家は鵜匠。会社でも鵜を操り業務を行う。鵜がシンガポール支社に転勤になった際は、代わりにスズメを操っていた。
五郎社長
五郎商事社長。北海道出身。入り婿して数十年経っても北海道気分が抜けず、「ラベンダー」「キタキツネ」など、北海道の名物で会話する。京都の文化、特に舞妓さんに憧れている。
五郎ジュニア副社長
五郎社長の息子。東京都出身。若いが禿頭で大きな髭を生やし、父親より貫禄と人望がある。最終話の時代では社長に就任。
先代五郎会長
五郎社長の舅（社長は婿養子）。かつてイサム本部長にワンマンぶりを諌められたことを根に持ち、物語終盤にイサム本部長をぷりぷり支社に左遷する。
フク子
社長秘書。福岡県出身。普段はスリムな美女だが、帰省するとアゴ出汁雑煮や博多ラーメンを食べて20kg太る。『空の大怪獣ラドン』『ゴジラvsスペースゴジラ』『ガメラ 大怪獣空中決戦』で福岡が舞台になった（怪獣に襲われた）ことが自慢。
サヌ夫
五郎商事システム部所属。香川県出身。普段はガリガリに痩せているが、帰省すると餡餅入り雑煮を食べて30kg太る。餅肥りを競い合っているうちに、フク子とオフィスラブの関係になる。
ミキ
五郎商事の掃除のおばさん。エジプト政府にも顔が利くなど、謎の多い人物。ぷりぷり県が舞台の怪獣映画『地底怪獣ツルラ』のファン。
ヒバゴン
広島県出身のUMA（未確認生物）。五郎商事の新事業の一環として秘密裏に捕獲され、つとむが面倒を見ることになる。毛はエステで脱毛。言葉もある程度話せる。
仏造
つとむと同じアパートに住む東大生。奈良県出身。東大寺の大仏そっくりの顔をしている。つとむと「実家から送ってくる変なもの勝負」を行い、「茶がゆ」などで勝利、つとむに「僕をシカとして扱え」という命令を出した。尊い顔をしているが下品なジョークを言う一面もある。
幼次郎
つとむの父。ぷりぷり県伝統の職業「腹出し師」。つとむに潜在的な腹出し師の才能があることを見抜き、後を継がせようとする。
マリ
つとむの母。
マリ男
マリの弟であり、つとむの叔父にあたる。ぷりぷり県では成人式に出席しないと大人と認められず、大人になりたくないマリ男は二十数年間、成人式を拒み続け、未成年のままだった。その後、成人式に出席し、大人と認められ、地元の一流企業に就職。
勘三
つとむの祖父。元・川漁師で、ウツボカズラの一種である「ぬ」を使って鮎を捕る「ぬ飼い」だった。最終話の時代では故人。
劣也
つとむの弟。黒目が描かれてないため表情が読みづらい。感電したり、女性にフラレたりと、ひどい目に遭うことが多い。ヒョロヒョロの体型だったが、最終話の時代ではたくましい体格になり、ぷりぷり県伝統の漁師「川男」となっている。
加代
つとむの妹で末っ子。東京に憧れている。美少女だが、毒舌な上に態度がコロコロ変わる。東京やパリなどの大都市に異常なほどの劣等感と憧れを抱いている。祖母似。最終話の時代では看護師になっていたが、まだ独身だった。
力男
つとむの兄。ぷりぷり気球運送に勤める。闊達な性格で兄弟仲も良いが、ひとり気ままな東京暮らしを送る弟への嫉妬がたまに表面に出ることもある。
功子
つとむの姉。元レディース。夫・でっち（大阪府出身）は度々食い倒れの放浪に出る甲斐性無し。近所で「夫が甲斐性無しの功子ちゃん」と呼ばれている。当然、しっかり者で面倒見のよい性格。
※つとむの家系は他家から嫁いだ母を除き「勘三」「幼次郎」「力男」「功子」「劣也」「加代」とすべて一部に「力」が入った漢字が名前に用いられている。つとむ自身は作中では常に仮名書きされるが、初めて正月に家族で集まったシーンのみ漢字で「努」と表記された（ただし勘三は他家からの婿養子であり詳細は不明）。

## ぷりぷり県のデータ

### 地理
| 面積   | 不明       |
| 総人口 | 不明       |
| 市町村 | 不明       |
| 県の花 | 不明       |
| 県木   | 不明       |
| 県の鳥 | トリモドキ |
| 県獣   | 不明       |

日本のどこに位置しているかは不明だが、四方を暗黒邪星湾、カマキリ海岸、若い海女湾、暴れ兄弟湾に囲まれている。「ヤングトルネード現象」という特殊な気象のため、雨男村（あめおとこむら）を除いて梅雨が無い。
地下富士
大地下洞にある山で、標高は1,200m。
キス湖
キスを迫る男性の横顔に似た形をしているため、この名が付いた湖。鮎や鱒、特産の「ディープキス海苔」の産地として知られる。
ぷりぷりサハラ砂漠
県南部に位置する日本唯一の砂漠。

### レジャースポット
ひみつやまランド
秘密山（標高509メートル）のふもとにある。チンケな遊園地だが、何故か地元の住民には大人気。
丸石谷（アベックバレー）
交通の便が悪く風景もつまらないが、休日になると数十組のアベックが訪れる謎の名所。

### 産業
気球便
ゆっくりと荷物を気球で運ぶ運輸サービス。生ものを輸送する場合、もちろん腐る。
ムード缶
開封するとその場のムードが缶に書かれたムードになる、不思議な缶。
ゴムシルク
ぴっちり・さらさらしていて電気に強い布。全国シェアが98%。
ネクボン
ネクタイとズボンが一体となった衣服。

### 歴史
ぷ州領主ケン一公
ぷりぷり十万石の領主。シマウマを愛馬とする。身分を隠し、正義の味方「シマシマ頭巾」として活躍したという伝説が残る。武田信玄とは友人同士。ケン一が立てた「ぷ州城」は天守閣に名古屋城のシャチホコの代わりにクマの像が置かれ、「かわいさで 尾張に勝てり ぷ州かな」と謳われた。
腹出し師
ぷりぷりの伝統的な職業で、腹部から放出される「腹力（はらぢから）」によって、人を幻惑させたり、物を加熱したりすることができる。つとむの祖母はカリスマ的な美人腹出し師であったという。戦国時代当時の腹出し師は武芸者としての色彩が強く、関ヶ原の戦いでは、徳川方についたケン一公配下の腹出し師「腹出し衆」が、真田氏の忍者部隊と死闘を繰り広げた。
県ずきん
ぷりぷり県人を最も特徴付けているアクセサリー。昭和初期にぷりぷり県の少年が「アメリカ人はみんな頭巾を被っている」という勘違いを広めたことから、県全域に頭巾を被る風習が広がった。
裏切り犬コロ助
昔、ぷ州のある城が攻め込まれ落城した際、城主の愛犬だったコロ助は敵の大将になつき、後世「裏切り犬コロ助」と言い伝えられた。現代ではファンシーな土産物のコロ助グッズが売られている。
秘密偉人ひろし
謎に包まれている大正時代の偉人。その偉業は時の政府によって隠蔽され、今となっては何をしたのかは全く不明。だが「秘密偉人ひろし記念館」が建てられており、資料が展示されている。
うらぎり十郎
ぷりぷりに伝わる『桃太郎』のような昔話。熊と狸と雀にキビダンゴをもらい共に鬼退治に向かった十郎だが、鬼からもキビダンゴをもらい、板ばさみで思い悩むという話。

### 交通
半地下鉄
車両が半分だけ地表に出ている地下鉄。通称ハンチカ。一般の車が走る路面に、電車が半分むき出しの状態であるため、通行の妨げになる。
ぷりぷり空港、ぷりぷり駅、ぷりぷり高校前、秘密山、流蛸温泉、ぷりぷり城公園の6駅に停車する。
ぷりぷり空港
空港と名前がついているが、作中で描写されているのは飛行機ではなく気球。つとむやその家族もぷりぷり気球交通を利用して帰省・上京する描写がある。
ぷりぷり本線
「在来線」と呼ばれている。JRであることを特に示す描写はない。24世紀までに地下で首都圏・京阪神を結ぶ予定の、ぷりぷり新幹線「めまい」がゴーゴー市とちりちり市の区間を走行試験中である。「めまい」は空気抵抗を減らすため車体断面を小さくした結果、座席配列は片側1名ずつである。平べったい車体と、ピンク色のカラーリングが特徴。
四色の信号
ぷりぷり県の信号機には青・黄・赤の三色に加えて「紫」の色があり（歩行者用信号は青・赤・紫）、これは「笑え」のサインである。信号が赤から青に変わる瞬間の、なんとも言えない喜びを表す。青・赤の時に笑うと注意力が散漫になり、非常に危険。
中級外車「ケペタ」
ぷりぷり県に全国で唯一のディーラーがある、ヨーロッパ某国のケペタ社。異様に尖った「先っちょ」にこだわっている。その先っちょについて口にするとその車は必ず事故を起こすジンクスがある。
人力タクシー
全国で唯一の人が押すタクシー。押すのは「押し方」という運転助手の役目だが、ハンドル操作のみの運転手に比べ助手の取り分は僅かしかない。
せっぷん丸
キス湖で航行される遊覧船。

### 地域
パルテノン銀座
「痛めつける棒」で有名な老舗「棒幸堂」の本店がある。
ぷりぷり市
ぷりぷり県庁所在地で、県の中心。ぷりぷり高校（ぷり高）があり、つとむの出身地でもある。
ホノルル町
ぷりぷり市内にある、つとむの実家がある町。市町村区分での「町」ではなく、市内地名としての町である。
さっぱり郡
郷土力士「結婚山」（序二段）の出身地。独自のお稽古ごと「弱虫塾」がある。また豊作を願う行事として「イナズマ笑い」が伝わる。
山吉田町
川沼町
地域おこしの名産品「ナメコアイス」がある。
ゴーゴー市
ゴーゴー川を挟んでぷりぷり市と向かい合っている。高校野球ではぷり高のライバルとなる強豪校「ゴーゴー商業」がある。
ちりちり市
ぷりぷり県南部に位置する。「ジャガイモの芽料理」が名物。
空手町
人口の93％が空手をやっている。「人を正拳突きすると幸せになる」という言い伝えがある。
穴熊町
並助係長（島根県出身）の義父が住んでいる。前述のアベックバレーが名所。
七色町
町おこしのために食用カメレオンを輸入して飼育している。
上キス町
並助係長（島根県出身）の義父の出身地。「ひねり飛び月面ギス」「高速回転発熱ギス」等の「珍接吻七種」、別名キス湖七珍がキス湖漁師に伝わるらしい。
雨男村
ぷりぷり県特有のヤングトルネード現象のせいで、一年中梅雨。
タンコブ村
人口の90％がボクサー。「減量中のボクサーは福を授けるみんなの宝」という言い伝えがある。
流蛸温泉
世界でも珍しい渓流流水蛸「ナガレダコ」が湯治に集まる温泉で、人間もナガレダコと共に入浴する。観光タクシーとして、前述の人力タクシーが運行されている。
舞踏会村
「シンデレラの墓」がある。伝承によれば、シンデレラは王子と結婚したものの姑である女王との折り合いが悪く出奔、日本のぷ洲に渡り、盆踊り大会で庄屋の息子に見初められて結婚、名を「クツ」と改めてこの地で生涯を終えたとされる。当地にはシンデレラの子孫を名乗る家もある。土産物としてガラスの靴に入った塩辛が売られている。

### 行事
らんげんさま
ティラノサウルスを祀る古代の邪教だが、ぷりぷりでは人々の生活に密着しており、正月には大神殿への初詣客が多い。東京に就職したぷりぷり県人は県外脱走者とみなされ、初詣は許されない。正月にはその年らんげんさまに捧げられる生贄巫女のセクシーなポスターが販売される。
ざらざら
正月に家の女を休ませるため、男だけでぷりぷりサハラ砂漠に穴を掘り、その中で飲食する行事。「砂漠のかまくら」と呼ばれる。
イナズマ笑い
旧正月の行事で、1時間の無言の後にイナズマのように一瞬笑う。豊作を願う神事とされる。
カタカナ祭り
5月中旬に行われる、「カタカナ様」を祀る奇祭。祭りの最中はカタカナでしか喋ってはいけないが、そのテクニックは県外者には不可能に近い。
盆動き
お盆の最中に踊るのは先祖に失礼とされているので、ただひたすら動くだけの行事。音頭のリズムに乗ってはいけない。
男花火
「飛び手」と呼ばれるふんどし姿の屈強な男たちを花火で上空に打ち上げ、それぞれが手に持った線香花火に火をつける、はかなくも勇壮な花火。飛び手には半裸での火の扱い、足下の熱に耐えること、空中での微妙なバランス感覚、墜落への恐怖心の克服などが求められる。女性が参加する場合、統一感をとるために男性含め全員がブラを着用する。
大神社クリスマス
ちゅうちゅう神社で12月に行われる、県内最大の祭り。巨大なサンタクロース風の像が神社の裏庭に組み上げられ、12月24日には神主がサンタクロースの扮装をし、様々なプレゼントを入れた靴下を境内から民衆にばら撒く「靴下撒き」を行う。
大人形祭り
その存在や時期は不明で、ぷりぷり県の銘酒「大人形」のラベルから、そのような祭りがあると推測される。内容は、巨大な人形を男達が引き、長い竹馬を履いた男達が、おにぎりをぶつけるというもの。
糸握手
結婚式で、新郎・新婦の父同士が海草・貝・豆などを発酵させて作った「ねばねばする汁」を手に塗って握手をすることで、両家の絆を強める儀式。

### 特産・料理
ガガーリン弁当
ガガーリンのファンであった調製元の主人が「なんとかガガーリンのイメージで弁当を作れないか」と考えた結果生まれた、ぷりぷり駅の駅弁。あまり人気がないため、一日5個限定生産となっているが、デパートの駅弁大会には出展されており、また販路を県内の急行停車駅に広げる計画もあるらしい。県産米「ぷりぷりびじん」を使ったご飯の上に、ゴーゴー川特産の青のりで「地球は青かった」と書かれている。
丸バナナ
ハンドボール程度の大きさの、丸いバナナ。味は普通のバナナと同じだが、皮はよく滑る。土産物として味噌漬けも売られているが味は不評。なお品種改良されていない原種のバナナは、この丸バナナに似た球形に近い形状をしている。
部員煮
巨大な麩に、うどんやひき肉などの具を挟んで煮た料理。安価でボリュームたっぷりなため、手軽に栄養と満腹を得たい運動部員に人気。
タコカツ
文字通りタコのカツ。風体がタコの姿そのもの。
銘菓 男花火落雁
男花火の飛び手を模して作られた落雁。
しぼり汁
芋、ニンニク、大根、リンゴ、ハンバーグなどを擦って絞ったスタミナ汁。県東部では、ちくわを加えるところもある。
ジャガイモの芽料理
ちりちり市の名物。ジャガイモの芽の毒（ソラニン）の部分を、様々な調理技術で取り除く。調理師免許を持つ人は県内でも5人ほど。手間の割に味は美味しくないらしい。
海女の磯サイダー
海女さんが副業で作る清涼飲料。甘じょっぱい。
紫みそ
鮮やかな紫色の甘いなめ味噌。ご飯に乗せたりして食べる。
甘そば
見た目は温かい蕎麦だが、あらゆる甘味が入っており、とにかく甘い。
カメレオンラーメン
七色町の町おこしで作られた、食用カメレオンでダシを取ったラーメン。スープの表面が七色に変化する。
ぷりぷり風お好み焼き
店主の「お好み」を勝手に焼かれるお好み焼き。その時の店主の体調や気分、客の顔などによって具を変える。ゲテモノ料理になる可能性が極めて高いが、店主の機嫌が良いと高級食材が惜しみなく使われ非常に美味になる。
ゴーゴー牛
ゴーゴー市生産の牛。肉は固くてまずいが、角は丼やカレー、うどんなどに入れられ人気がある。
ぷりぷり本餃子
ぷりぷり県では餃子に似た形のプランクトンの一種を指す。4月～10月は産卵期で禁漁となる。
ライオンうどん
ライオンが生地を踏むことで麺のコシを出すうどん。元々はサーカス団の芸の一つだった。汁は真っ赤で、ライオンの獲物の鮮血をイメージしている。
ビアガーデン
ぷりぷり県人はお腹が弱く、生ビールを飲むと必ず腹を下すがビールが大好き。そのため、スプーンですすって少しずつ飲むのが定番であり、ぬるま湯をいっしょに飲む。店員は客の腹をさすりながら「生に負けるな、お客様の腸」と唱えるサービスを行う。また、店内には従業員の習字が展示される。
トコロテン雑煮
焼いた丸餅の上に冷やしたところてんをかけ、辛子と青のりを添えて食べる。ぷりぷり県の正月の定番料理。
海パン昆布
とても浮力のある海藻。腰に巻くことで、その名の通り水着として使うことができる。
痛めつける棒
ぷりぷり県独特の、小さな子供の躾に用いる器具。親が子供を叱り付ける際に、この棒を子供に対して打ち据える。特殊な作り方のため、叩かれても痛くないが、子供心に尋常ではない「怒られた感」を植えつける。

### 生息動物
トリモドキ
ぷりぷり県の県鳥だが、鳥類ではなくイカの仲間。平野部に生息し、巣離れ時には市街地にも現れ墨を吐く。室町時代から「鳥のようなもの」として県民に認識され愛されてきた歴史を持つ。
ぷりぷり犬
長い首が特徴の中型犬で、風のように強い息を吐く。春になると、一斉にさかりがつき、夜通し風を吐いて吠え「春の犬風」と呼ばれる生暖かい突風が吹くことが風物詩とされている。
毒リス
毒袋を持ったリス。人間が噛まれると一週間ほど体がリス色になる。生まれた時には毒は無いが、親リスが代々秘伝の毒を食べさせる事で体液が毒となる。昔はぷ州の殿様に仕える、特殊訓練を受けた「忍リス」だった。木の実好き。
暗黒星人
ぷりぷり沿岸によく発見される海産物だが、詳しい生態は不明。生態を調べようとした人の記憶を消すと言われている。食用になり、珍味として人気がある。
バネエビ
バネ状の尻尾を持つ珍しいエビ。食用には適さないが、歴史的には船の部品として重宝された。
ヒカリ地下イカ
地下富士に生息するイカ。岩肌にくっつき、体を光らせる。美味しいので獲ろうとする人が多いが、凶暴で人の首を絞めて突き落とす。
ぷりぷりシマウマ
ぷりぷり県には、日本で唯一シマウマが生息している。競走馬としても用いられている。

### スポーツ
ヤングクリームぷりぷり
Jリーグ昇格を目指すサッカークラブ。MFのケリ雄選手はつとむの友人。メンバーの大半はサッカーのルールをよく知らない様子。
結婚山
結婚部屋所属の幕下力士。成績は芳しくなく、食も細いが、つとむの応援で横綱を目指す決意を新たにする。
ぷりぷりシティマラソン
途中の給食ポイント・給水所には、丸バナナ、男花火落雁、しぼり汁、タコカツなどが出る。
ストック・ホー
スノーボードの隆盛を苦々しく思う人々が作った新しいウィンタースポーツ。スキーのストックのみを持って行う。邪魔なものが一切ない、ストックと人間とが織りなす「人棒一体」の境地。

### 教育
ぷりぷり大学
宇宙栄養歴史生物哲学、通称トム学の創始者であるトム先生が創設した大学。キャンパス内の洞窟に「スズメに土下座するトム先生」の巨大な石像がある。

## CD
1997年7月、たまが当作品のイメージアルバム『パルテノン銀座通り』をリリース。作者の吉田戦車も作詞、コーラスで参加している。